# Max Pechstein
Max Pechstein (ur. 31 grudnia 1881 w Zwickau, zm. 29 czerwca 1955 w Berlinie) – niemiecki malarz ekspresjonista; był także grafikiem, rzeźbiarzem i projektantem witraży. Należał do ważnych niemieckich twórców 1. połowy XX wieku, który wchodził w skład grupy Die Brücke.

## Życiorys
W latach 1896-1900 uczył się jako malarz dekoracyjny na Staatlichen Gewerbeschule w Zwickau. Od 1900 roku uczęszczał do Szkoły Sztuki Przemysłowej. W latach 1903–1906 kontynuował studia na Akademii Sztuk Pięknych w Dreźnie (Kunstakademie in Dresden), u Otto Gußmanna. Tam też pobierał lekcje malarstwa ściennego i na szkle oraz układał kompozycje mozaikowe. Pod koniec studiów poznał Ericha Heckela, który wprowadził go do ekspresjonistycznej grupy Die Brücke. Po studiach wiele podróżował po Europie, co zaowocowało całym szeregiem prac, głównie malarskich. W 1911 roku poślubił Charlottę Kaprolat, a rok później rozpadła się grupa ekspresjonistów.
W czasie jednej ze swych podróży po koloniach japońskich, Pechstein dowiedział się o wybuchu I wojny światowej. Uciekł do Manili po czym powrócił do ojczyzny i został wcielony do armii. Po zakończeniu się wojny, wyruszył z Berlina w dalszą podróż. Malował we wsi Nidden, a w 1921 roku, po raz pierwszy znalazł się w Łebie, gdzie stworzył liczne obrazy i grafiki oraz poznał córkę miejscowego restauratora, Martę Möller. Jego stosunki z żoną pogarszały się. Rok później został powołany na profesora Preußische Akademie der Künste w Berlinie, a także rozwiódł się z Charlottą. Z pierwszego związku miał jednego syna, Franka. W 1923 roku jest ponownie w Łebie, gdzie poślubia Martę Möller. Z drugiego związku rodzi się syn Max Konrad.
W 1937 roku, wskutek hitlerowskiego programu oczyszczania kultury niemieckiej ze sztuki zwyrodniałej (Entartete Kunst), Pechstein zostaje wydalony z uczelni. W wyniku prześladowania awangardowych artystów w Niemczech, ucieka z Berlina do Łeby, gdzie przeżywa II wojnę światową. Są to najcięższe chwile w życiu artysty. By nie umrzeć z głodu, Pechstein namalował jedyny w swoim życiu religijny obraz, przedstawiający Matkę Boską (obecnie znajduje się w kościele pod wezwaniem Wniebowzięcia Najświętszej Marii Panny w Łebie). Wskutek wojny, dzieła ekspresjonisty w większej części ulegają spaleniu. W 1945 roku wraca wraz z rodziną do Berlina, gdzie dostaje posadę profesora w Hochschule für Bildende Künste. W 1951 roku zostaje honorowym senatorem swojej uczelni, a rok później otrzymuje odznakę państwową – Wielki Krzyż Zasługi.

## Pomorskie plenery Pechsteina powstałe w latach1921–1945
Max Pechstein mieszkał w Berlinie i tam też miał pracownię. Przez około 25 lat, w okresie letnim, wybierał się na pomorskie wybrzeże aby wypoczywać i regenerować swoje zdrowie. U podnóża Rowokołu powstawały obrazy, akwarele, rysunki oraz grafiki o motywach związanych z morzem, rybakami czy w ogóle z otaczającym krajobrazem i roślinnością.
Od 1921 roku jeździł i tworzył w Łebie, a od wiosny 1927 urzekła go miejscowość Rowy. Ta fascynacja trwała całe sześć lat. Na wystawie w 1933 roku w Słupsku uznanie znalazły akwarele: Widok na Rowokół, Wydmy w Rowach i Cmentarz w Rowach. Jego żona, Gertruda Hardt, też maluje, z uznaniem: m.in. Sitowie nad Łupawą.
Miłośnik Pechsteina tak charakteryzuje twórczość z Rowów: [...] U źródeł jego dzieł leży silne przeżycie. Występuje w nich jednak- przynajmniej jeśli chodzi o obrazy z Rowów – bliski związek między artystą a ludźmi, ich codzienną pracą, choć krajobrazy są dalekie od akademickości. Instynkt prowadzi artystę do motywów, które kryją w sobie ładunek emocjonalny, a silne przeżycie w procesie twórczym jeszcze bardziej dramatyzuje tę atmosferę i realia codziennego bytowania. [...]
Ważniejsze prace Maxa Pechsteina, które powstały w powiecie słupskim:
- Dziki, żółty irys. 1930. (irysy pochodziły z brzegu obok wsi Gardna Wielka)
- Poranne słońce. 1929.
- Czarna noc. (praca poświęcona jezioru Gardno)

dzieła z motywem pracy:
- Rybacy przed wypłynięciem na połów śledzi,1932, Stawianie więcierzy, Wyciąganie sieci, Koszenie trawy, Pokrywanie trzciną dachów.

dzieła z motywami pejzażowymi:
- Ujście Łupawy, Jesienne chmury nad Rowami, Kaszubskie chaty, Stary dom, Łodzie rybackie u nabrzeża, Kwitnienie wiśni, Ulica z kwitnącymi kasztanami. (Największą sławę wówczas zyskał obraz Ujście Łupawy)

dzieła z motywami martwej natury:
- Sieje i okonie, 1927, Szczupak, 1929.

Materiał ilustracyjny do listów i pocztówek jest również niezwykłym opracowaniem artysty. Ten aspekt twórczości znalazł uznanie w Atonauer Museum w Hamburgu, zorganizowano wystawę w 1962 roku: „Bemalte Postkarten und Briefe deutscher Künstler” i drugą w 1996 roku „Mein lieber Ede...”, prezentowano 76 listów i pocztówek Pechsteina do Plietscha.

## Literatura
- Czarnik Andrzej, Rowy w twórczości Maxa Pechsteina, [w:] VII Konferencja Kaszubsko-Pomorska, Słupsk 2003.
- Magdalena M. Moeller, Künstlergruppe Brücke, Monachium 2005.
- Magdalena M. Moeller, Die großen Expressionisten, Kolonia 2000.